# Elaphoglossum lindbergii
Elaphoglossum lindbergii är en träjonväxtart som först beskrevs av Georg Heinrich Mettenius och Oskar Kuhn, och fick sitt nu gällande namn av Eduard Rosenstock. Elaphoglossum lindbergii ingår i släktet Elaphoglossum och familjen Dryopteridaceae. Utöver nominatformen finns också underarten E. l. truncatum.